# Tethinosoma
Genre
Tethinosoma est un genre d'insectes diptères brachycères de la famille des Canacidae.

## Liste d'espèces
Selon Catalogue of Life (19 mai 2020) :
- Tethinosoma fulvifrons (Hutton, 1901)